# El Nuevo Día
El Nuevo Día és el diari amb la circulació més alta dins Puerto Rico, assolint un nombre de lectors d'1,2 milions de persones amb més de 200.000 exemplars per dia. El diari va ser fundat el 1909 i és avui una filial de GFR Media. La seva seu està a Guaynabo.

## Història
El Nuevo Día va ser fundat el 1823 a la ciutat de Ponce com "El Diario de Puerto Rico", més tard va canviar el seu nom a "El Día" el 1911. El seu fundador fou Guillermo V. Cintrón amb l'ajuda d'Eugenio Astol i Nemesio Canales.
El 1948, el diari va ser adquirit pel futur governador de Puerto Rico Luis A. Ferré, de Ponce. Després que Ferré va ser elegit governador de Puerto Rico el 1968, el seu fill, Antonio Luis Ferré, va adquirir el diari del seu pare.
El 1970, Antonio Luis va traslladar el diari a San Juan i el va rebatejar com "El Nuevo Día". El seu primer director fou Carlos Castañeda. Durant els seus primers anys dins San Juan, la sala de premsa d'El Nuevo Dia estaba ubicada a la "Torre de la Reina" edifici a prop del Parc Luis Muñoz Rivera al barri Puerta de Tierra. El 1986, es trasllada al municipi de Guaynabo, on té la ubicació actualment. El diari continua ser propietat de la familia Ferré.